# Polyommatus dimorphus
Polyommatus dimorphus är en fjärilsart som beskrevs av Otto Staudinger 1881. Polyommatus dimorphus ingår i släktet Polyommatus och familjen juvelvingar. Inga underarter finns listade i Catalogue of Life.